# Banco de Estonia

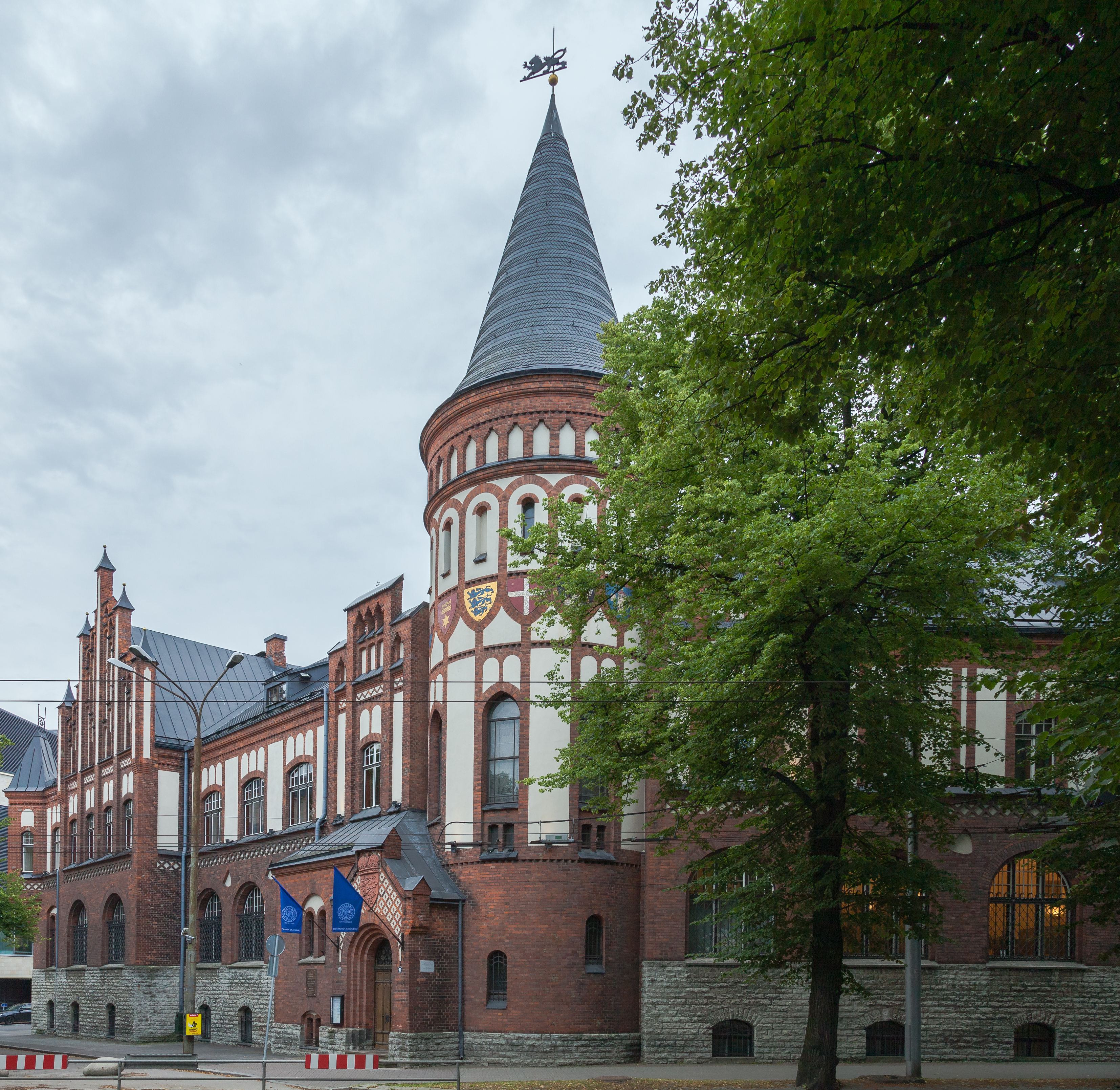
Sede histórica en el casco viejo de Tallin.

El Banco de Estonia (estonio: Eesti Pank) es el banco central de la República de Estonia y actualmente pertenece al Eurosistema y Sistema Europeo de Bancos Centrales. Hasta  el 1 de enero de 2011 acuñaba la Corona estonia, momento en que Estonia pasó a formar parte de la eurozona. Desde el 7 de junio de 2019, el presidente del banco es Madis Müller.

## TALIBOR
TALIBOR es el acrónimo de  Tallinn Interbank Offered Rate (Tasa Interbancaria Ofertada de Tallinn) y es una referencia diaria basada en el tipo de interés al cual el banco ofrece préstamos no garantizados o inseguros a otros bancos en el mercado financiero o mercado interbancario estonio. TALIBOR es publicado diariamente por el Banco de Estonia junto con el TALIBID Tallinn Interbank Bid Rate (Tasa de Oferta Interbancaria de Tallin).
TALIBOR es calculado sobre la base de cotizaciones para diferentes plazos previstos por los bancos de referencia, haciéndolo público cada día laborable alrededor de las 11 de la mañana, haciendo caso omiso de la cotización máxima y mínima, y calculando la media aritmética de las cotizaciones.

## Introducción del euro en 2011
Con la introducción del euro el 1 de enero de 2011 la función del banco cambió y muchas de sus funciones fueron tomadas por el Banco Central Europeo. Otras funciones le siguen permaneciendo en exclusividad, así como su pertenencia al Sistema Europeo de Bancos Centrales.

## Presidentes del Banco de Estonia
- Mihkel Pung (marzo 1919 – agosto 1919)
- Eduard Aule (octubre 1921 – octubre 1925)
- Artur Uibopuu (octubre 1925 – noviembre 1926)
- Jüri Jaakson (noviembre 1926 – julio 1940)
- Juhan Vaabel (julio 1940 – octubre 1940)
- Martin Köstner (1944–1949; en el exilio)
- Oskar Kerson (21 de enero de 1968 – 31 de diciembre de 1980; en el exilio)
- Rein Otsason (28 de diciembre de 1989 – 23 de septiembre de 1991)
- Siim Kallas (23 de septiembre de 1991 – 27 de abril de 1995)
- Vahur Kraft (27 de abril de 1995-7 de junio de 2005)
- Andres Lipstok (7 de junio de 2005-7 de junio de 2012)
- Ardo Hansson (7 de junio de 2012-7 de junio de 2019)
- Madis Müller (7 de junio de 2019-presente)